# Galchi
Galchi (en népalais : गल्छी) est une municipalité rurale du Népal située dans le district de Dhading. Au recensement de 2011, elle comptait 27 784 habitants.
Elle regroupe les anciens comités de développement villageois de Kalleri, Baireni et une partie de Goganpani.